# Musée d'histoire naturelle de Floride
Le musée d'histoire naturelle de Floride (Florida Museum of Natural History) est un musée d'histoire naturelle situé à Gainesville, dans l'État de Floride, aux États-Unis. Fondé en 1891, il se trouve depuis 1906 près de l'université de Floride, dont il fait partie.